# Gammalsvenskby
Gammalsvenskby es parte de la ciudad de Zmiyevka, en Ucrania (Óblast de Jersón). Es una población de antepasados suecos, y su nombre significa en su lengua Antigua aldea sueca.

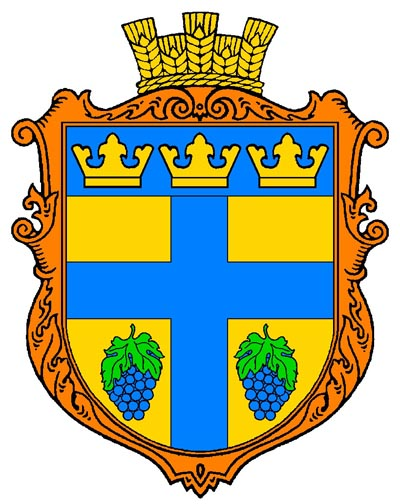
Escudo de armas.

## Historia de Gammalsvenskby

### Orígenes
En 1781 la población sueca de Hiiumaa fue desplazada bajo el mandato de Catalina II de Rusia al territorio actual del óblast de Jersón -este territorio había sido conquistado al Imperio otomano y había que repoblarlo. A pesar de la promesa de tierras fértiles, los recién llegados no encontraron ningún hogar para asentarse. Entre el viaje y las privaciones del primer año miles de personas fallecieron, quedando unas 135 personas en Gammalsvenskby.

### SigloXIX
Tres nuevas ciudades fueron fundadas cerca de Gammalsvenskby, éstas por colonos alemanes.